# Roman Kreft
Roman Kreft (ur. 4 listopada 1933 w Starogardzie Gdańskim, zm. 26 grudnia 1994 tamże) – polski lekkoatleta, specjalizujący się w biegach średniodystansowych.

## Osiągnięcia
- Mistrzostwa Polski seniorów w lekkoatletyce

- 1955

- Łódź – srebrny medal w biegu na 800 m
- Gorzów Wielkopolski – złoty medal w biegu przełajowym na 3 km

- Poznań 1957 – brązowy medal w biegu na 800 m
- Nowa Huta 1961 – złoty medal w sztafecie 4 × 400 m

11 września 1955 poprawił rekord Polski seniorów w biegu na 800 metrów, wynikiem 1:48,9.

## Rekordy życiowe
- bieg na 800 metrów

- stadion – 1:48,9 (Budapeszt 1955)

- bieg na 1000 metrów

- stadion – 2:23,9 (Bydgoszcz 1957)